# Михали (Смоленская область)
 Михали — деревня в Смоленской области России, в Угранском районе. Административный центр Михалёвского сельского поселения.

## География
Расположена в восточной части области в 13 км к северу от Угры, в 1 км к востоку от станции Годуновка (Угранский район) на железнодорожной линии Московской железной дороги Вязьма — Фаянсовая, в 9 км к западу от автодороги Р132 Вязьма — Калуга — Тула — Рязань.

## История
В конце XVIII века в деревне 14 дворов, 110 жителей, в начале XX века — 300 жителей.

## Население
| 2007 |
| ---- |
| 175  |

## Инфраструктура
Основная общеобразовательная школа, отделение связи, дом культуры, библиотека, медпункт, администрация, сельскохозяйственный кооператив «Русь», индивидуальные предприниматели, ж/д станция Годуновка.

## Достопримечательности
- Обелиск на братской могиле воинов Советской Армии и партизан, погибших в 1941—1943 гг.